# 施维尔珀
施维尔珀是德国下萨克森州的一个市镇。总面积20.90平方公里，总人口6814人，其中男性3343人，女性3471人（2011年12月31日），人口密度326人/平方公里。